# Dara iz Jasenovca
Dara iz Jasenovca (serbisch-kyrillisch Дара из Јасеновца) ist ein Historien-Dramafilm von Predrag Antonijević.
Basierend auf den Aussagen von Zeitzeugen und Gerichtsakten handelt der Film vom im Konzentrationslager Jasenovac begangenen Kriegsverbrechen, dem Völkermord an Serben im sogenannten Unabhängigen Staat Kroatien. Es ist die erste serbische Spielfilmproduktion zum KZ Jasenovac.

## Handlung
Nach der von den Achsenmächten geführten Kozara-Schlacht (im Rahmen der Operation Westbosnien) landet die Mehrheit der serbischen Bevölkerung in den Konzentrationslagern (KZ) der Ustascha im Unabhängigen Staat Kroatien. Die zehnjährige Dara Ilić marschiert neben ihrem älteren Bruder Jovo und fragt ihn, warum andere nicht ebenfalls zusammengetrieben werden, obwohl sie doch gleich aussehen. Eine Frau, die in der Kolonne der Gefangenen marschiert, trägt ihr weinendes Baby und nimmt Augenkontakt mit einer der jungen kroatischen Bäuerinnen auf, die auf den Feldern neben dem Marschweg arbeiten. Sie beschließt, das Baby bei der Bäuerin zu lassen, bevor sie zu den Deportierten zurückkehrt. An einem mit Hakenkreuzflaggen versehenen Bahnhof lässt Miroslav Filipović Kranke und Ältere von Arbeitsfähigen trennen, welche in Viehwaggons gezwungen werden. Dara sieht zu, wie diejenigen, die zurückgelassen werden, auf Geheiß von Filipović erschossen werden. Der Zug bringt Dara, ihre Mutter und zwei Brüder in das KZ Jasenovac. Während sich Dara fragt, wo wohl ihr Vater ist, wird dieser gezwungen, Leichen zu entsorgen. Während eines Besuchs deutscher Nazioffiziere lässt die Ustascha-Lageraufsicht an einem Abend zur Unterhaltung des Besuchs die Reise nach Jerusalem durch KZ-Häftlinge spielen. Dara wird Zeugin, wie alle diejenigen, die bei dem Spiel verlieren, hingerichtet werden. Als die Familien getrennt werden, weigert sich Daras Mutter, sich von ihrem älteren Sohn zu trennen. Beide werden daraufhin von einem Ustascha erschossen. Dara muss sich von da an um ihren jüngeren Bruder kümmern, der mit ihr dem KZ Stara Gradiška, einem Lager für Frauen und Kinder, zugewiesen wird. Sie macht es sich zur persönlichen Aufgabe und Zielsetzung, das Überleben ihres jüngeren Bruders zu sichern. Mit Hilfe des jüdischen Gefangenen Blankica plant Dara einen Fluchtversuch.

## Produktion
Für die Dreharbeiten wurde eine alte Ziegelei im Dorf Kolut bei Sombor von einem Produktionsdesigner zu einem Lager umgewandelt. Der zweite Teil des Films wurde in Bela Crkva gedreht.
Bei den dreimonatigen Dreharbeiten war ein Psychologe vor Ort. Als Berater war auch Michael Berenbaum bei den Dreharbeiten zugegen.
Die Filmproduktion wurde finanziell vom serbischen Kultusministerium gefördert.

## Veröffentlichung, Ausstrahlung
Die Premiere des Films fand im November 2020 in Gračanica, 75 Jahre nach der Flucht der überlebenden Gefangenen aus dem KZ Jasenovac, statt. Wenige Tage nach der Premiere wurde der Film in Metohija aufgeführt.
Im Februar 2021 wurde der Film erstmals im Fernsehen, auf Radio-Televizija Srbije, dem Sender des öffentlich-rechtlichen Fernsehens in Serbien, ausgestrahlt. Die Einschaltquote lag dabei bei 50,3 %. Im selben Monat wurde der Film in den USA veröffentlicht.

## Vorschlag für Filmpreise
Dara iz Jasenovca wurde als serbischer Beitrag für den besten internationalen Film für die Oscarverleihung 2021 eingereicht, aber nicht weiter nominiert. Auch für die Kategorie Beste Kamera der Oscarverleihung 2021 wurde der Film geprüft, aber ebenfalls nicht nominiert.
Dara iz Jasenovca wurde außerdem für die Golden Globe Awards 2021 in den Kategorien Bestes Filmdrama und Beste Darstellerin zur Prüfung eingereicht.

## Rezeption

### Bewertung im Internet
Da das Bewertungssystem auf der Profilseite des Films auf IMDb missbraucht wurde (der Film wurde oftmals entweder mit der höchsten oder niedrigsten Bewertung versehen), deaktivierte IMDb die Bewertungsoption für den Film im Februar 2021 vorübergehend.
Laut Rotten Tomatoes erhielt der Film bei 22 Rezensionen ein Rating von durchschnittlich 55 %. Von den Nutzern der Seite erhielt der Film dagegen bei mehr als 250 Bewertungen eine Zustimmungsrate von durchschnittlich 89 %.

### Kritiken
Die serbische Historikerin und Professorin der Belgrader Universität Dubravka Stojanović erklärte, Antonijevićs Film sei „historisch selektiv“, da der Film nicht genügend thematisiere, „dass neben Serben auch Roma, Juden und antifaschistische Kroaten [ebenfalls] en masse in Jasenovac getötet wurden“. Der Film erinnere Stojanović an Partisanen-Propagandafilme, in denen „nur Partisanenkämpfer als Opfer und keine Zivilisten dargestellt wurden“.
Der Historiker Rory Yeomans schrieb, dass der Film „keine antikroatische Propaganda“ sei, sondern „ein ernsthafter Versuch, faschistische Unterdrückung darzustellen“, obwohl er zustimme, dass Voreingenommenheit gegenüber dem Katholizismus in Betracht gezogen werden könne. Er merkt des Weiteren an, dass der Fokus des Films auf serbische Frauen und Kinder ein Spiegelbild der Tatsache sei, dass die meisten Gefangenen in Stara Gradiška ethnische Serben gewesen seien. Obwohl einige Elemente des Films fiktionalisiert wurden und die Darstellung von Wachen „manchmal karikaturistisch“ sei, lobt er die Leistungen der Schauspieler.
In der englischen Wochenzeitung The Jewish Chronicle wurde über den Film geschrieben, dass dieser sich so anfühle, „als ob der Film Freude daran hat ... Gräueltaten in jedem grellen Detail darzustellen“ und der Film „oft in nationalistische und antikroatische Leidenschaft verfällt“. Zugleich wurde in der Zeitung die technische Qualität des Films und die untertriebene Leistung der Schauspielerin Biljana Čekić gelobt.
Cynthia Vinney von Comic Book Resources beschrieb Dara iz Jasenovca als einen der Holocaust-Filme, die „aus zynischen Gründen existieren“. Der Film habe die „widerliche Wirkung, die Nazis für einen Moment sympathisch“ wirken zu lassen, da diese in einer Gewaltszene die einzigen zu sein scheinen, die von dem, „was sie sehen, überhaupt beeindruckt zu sein scheinen“. Cynthia Vinney merkt an, dass das KZ Jasenovac für Tötungen mit „Schlägel und Messer“ bekannt gewesen sei, aber dass die Gewaltdarstellung im Film trotzdem unglaublich erscheint.
Sonja Biserko, Gründerin und Präsidentin des Helsinki-Komitees für Menschenrechte in Serbien, erklärte, der Film sei „ein Instrument, um Serben als ausschließliche Opfer darzustellen, alles zu leugnen, was in den neunziger Jahren [während der Jugoslawienkriege] geschah, und in gewisser Weise [den Genozid im Bosnienkrieg] zu rechtfertigen.“ Biserko ergänzt, dass es „tragisch“ sei, dass die Opfer von Jasenovac „auf diese Weise erniedrigt“ werden. Sie kommt zu dem Schluss, dass der Film eine Antwort auf Quo Vadis, Aida?, das von dem Massaker von Srebrenica handelt, sei.